# Luzula multiflora
Espèce
Luzula multiflora, la Luzule à fleurs nombreuses est une plante herbacée de la famille des Joncacées.

## Liste des sous-espèces et variétés
Selon Tropicos (26 juin 2016) (Attention liste brute contenant possiblement des synonymes) :
- Luzula multiflora subsp. asiatica Krylov & Serg.
- Luzula multiflora subsp. calabra (Ten.) Arcang.
- Luzula multiflora subsp. caucasica V.I. Krecz.
- Luzula multiflora subsp. comosa (E. Mey.) Hultén
- Luzula multiflora subsp. congesta (Thuill.) Arcang.
- Luzula multiflora subsp. fourcadei P.Monts.
- Luzula multiflora subsp. frigida (Buchenau) Sam. ex Hultén
- Luzula multiflora subsp. hibernica Kirschner & T.C.G. Rich (1996)
- Luzula multiflora subsp. incrassata V.I. Krecz.
- Luzula multiflora subsp. kjellmaniana Tolm.
- Luzula multiflora subsp. kobayasii (Satake) Hultén
- Luzula multiflora subsp. monticola Kirschner (1996)
- Luzula multiflora subsp. multiflora
- Luzula multiflora subsp. occidentalis V.I. Krecz.
- Luzula multiflora subsp. pallescens (Sw.) Reichg.
- Luzula multiflora subsp. pseudosudetica V.I. Krecz.
- Luzula multiflora subsp. pyrenaica (Sennen) P.Monts.
- Luzula multiflora subsp. sibirica V.I. Krecz. (1928)
- Luzula multiflora subsp. snogerupii Kirschner (1992)
- Luzula multiflora subsp. taurica (V.I. Krecz.) Novikov
- Luzula multiflora subsp. tenella (E. Mey.) Ko?uharov
- Luzula multiflora subsp. thianshanica V.I. Krecz.
- Luzula multiflora subsp. thracica Ko?uharov
- Luzula multiflora var. acadiensis Fernald
- Luzula multiflora var. alpestris Beyer
- Luzula multiflora var. alpina (Hoppe) Willk.
- Luzula multiflora var. bulbosa (Alph. Wood) F.J. Herm.
- Luzula multiflora var. calabra (Ten.) Parl.
- Luzula multiflora var. colchica V.I. Krecz.
- Luzula multiflora var. comosa (E. Mey.) H. St. John
- Luzula multiflora var. congesta W.D.J. Koch
- Luzula multiflora var. contracta Böcher
- Luzula multiflora var. flexuosa Beyer
- Luzula multiflora var. frigida (Buchenau) Sam.
- Luzula multiflora var. fusconigra Čelak.
- Luzula multiflora var. gracilis Buchenau ex V.I. Krecz.
- Luzula multiflora var. intermedia Koidz.
- Luzula multiflora var. kjellmaniana Sam.
- Luzula multiflora var. kjellmanioides Roy L. Taylor & MacBryde
- Luzula multiflora var. kjellmannioides R.L. Taylor & MacBryde
- Luzula multiflora var. kobayasii (Satake) Sam.
- Luzula multiflora var. lutescens (Koidz.) Satake
- Luzula multiflora var. minor (Satake) Roy L. Taylor & MacBryde
- Luzula multiflora var. minuta Krylov & Serg.
- Luzula multiflora var. multiflora
- Luzula multiflora var. nigricans (Gaudin) W.D.J. Koch
- Luzula multiflora var. pallescens Bluff & Fingerh.
- Luzula multiflora var. pallida Parl.
- Luzula multiflora var. tenuis (Koidz.) Satake
- Luzula multiflora var. uliginosa Gremli